# Konsorcjum na rzecz europejskiej infrastruktury badawczej
Konsorcjum na rzecz europejskiej infrastruktury badawczej (ang. European Research Infrastructure Consortium, ERIC) to paneuropejska forma organizacyjno-prawna w Unii Europejskiej, mająca na celu tworzenie i funkcjonowanie infrastruktury naukowej o znaczeniu europejskim. W celu powstania konsorcjum ERIC potrzebny jest udział przynajmniej jednego pełnego państwa członkowskiego UE i dwóch innych państw członkowskich lub stowarzyszonych. 
Konsorcja mają osobowość prawną uznawaną przez wszystkie państwa członkowskie UE na bazie rozporządzenia (WE) nr 723/2009.

## Konsorcja ERIC
- BBMRI – Infrastruktura Badawcza Biobanków i Zasobów Biomolekularnych
- CERIC – Konsorcjum Środkowoeuropejskiej Infrastruktury Badawczej
- CESSDA – Konsorcjum na rzecz Europejskich Archiwów Danych z zakresu Nauk Społecznych
- CLARIN – Wspólne Zasoby Językowe i Infrastruktura Technologiczna
- DARIAH – Cyfrowa Infrastruktura Badawcza dla Humanistyki i Nauk o Sztuce
- EATRIS – Europejska Infrastruktura Zaawansowanych Badań Translacyjnych w Medycynie
- EMSO – Europejskie Multidyscyplinarne Obserwatorium Dna Morskiego i Słupa Wody
- Euro-Argo – Globalna Infrastruktura Obserwacji Oceanów
- ECRIN – Europejska Sieć Infrastruktur Badań Klinicznych
- JIVE – Wspólny Instytut ds. VLBI w Europie
- SHARE – Badanie Zdrowia, Starzenia się Populacji i Procesów Emerytalnych